# Gustaf Ferdinand Ekholm
Gustaf Ferdinand Ekholm, född 13 december 1803 i Västerås församling, Västmanlands län, död där 15 maj 1865, var en svensk politiker, brorsons son till Erik Ekholm, bror till Erik Ulrich Ekholm.
Ekholm blev borgmästare i Västerås stad 1832 och invaldes 1840 i riksdagen som ledamot av borgarståndet. Hans förmåga togs mycket i bruk för utskottsarbeten, i synnerhet rörande reformer på författningens och lagstiftningens område. Till sin politiska uppfattning var Ekholm en ivrig liberal. Han var en av de aktivaste medlemmarna av den liberala oppositionsföreningen, Reformvännernas sällskap. På riksdagen 1844 inlämnade han föreningens förslag till reform av representationen i en reservation till Konstitutionsutskottets betänkande och fick detsamma antaget av borgarståndet.